# اکسترودر خوراک آبزیان

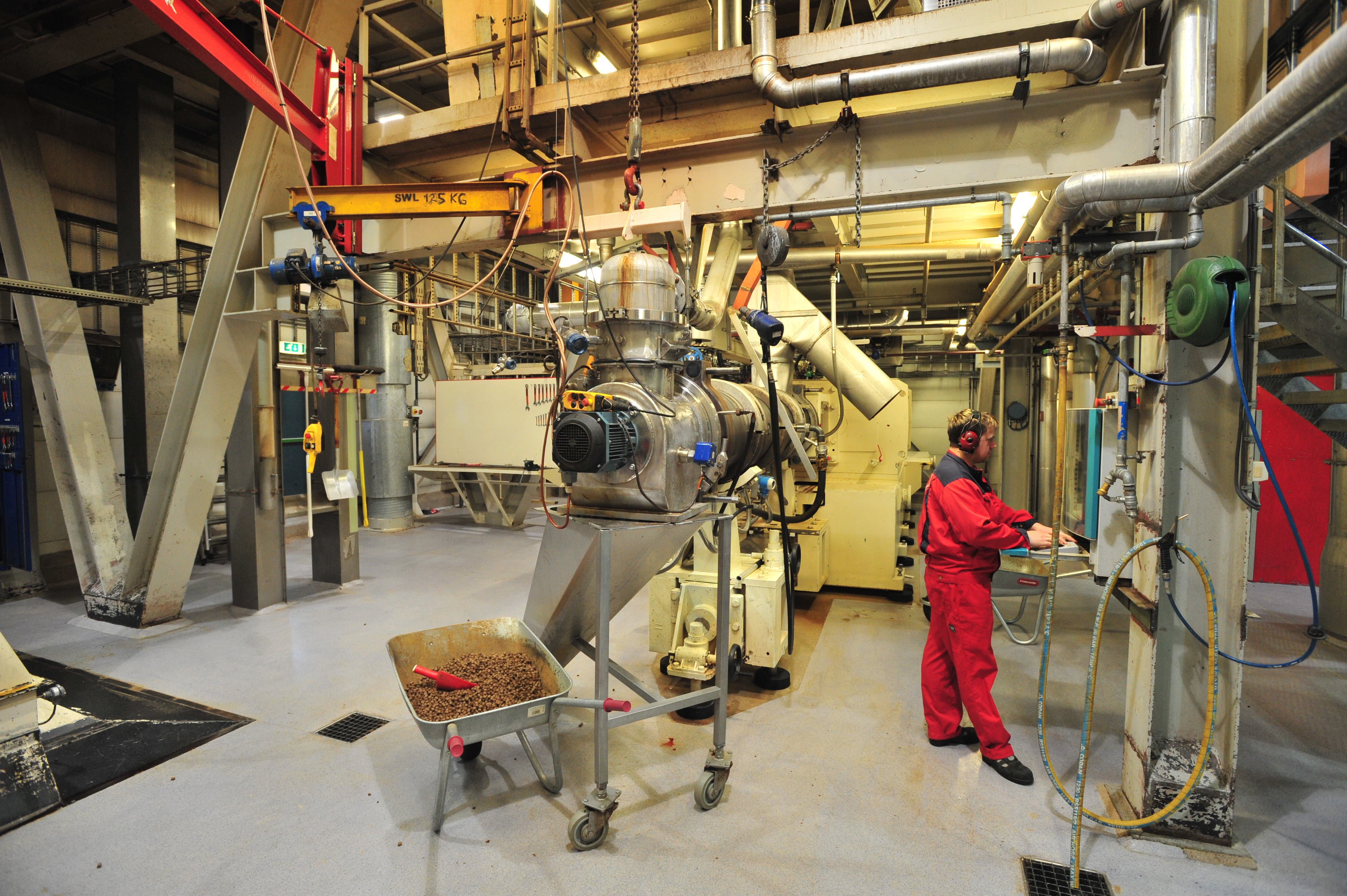
دستگاه اکسترودر خوراک آبزیان

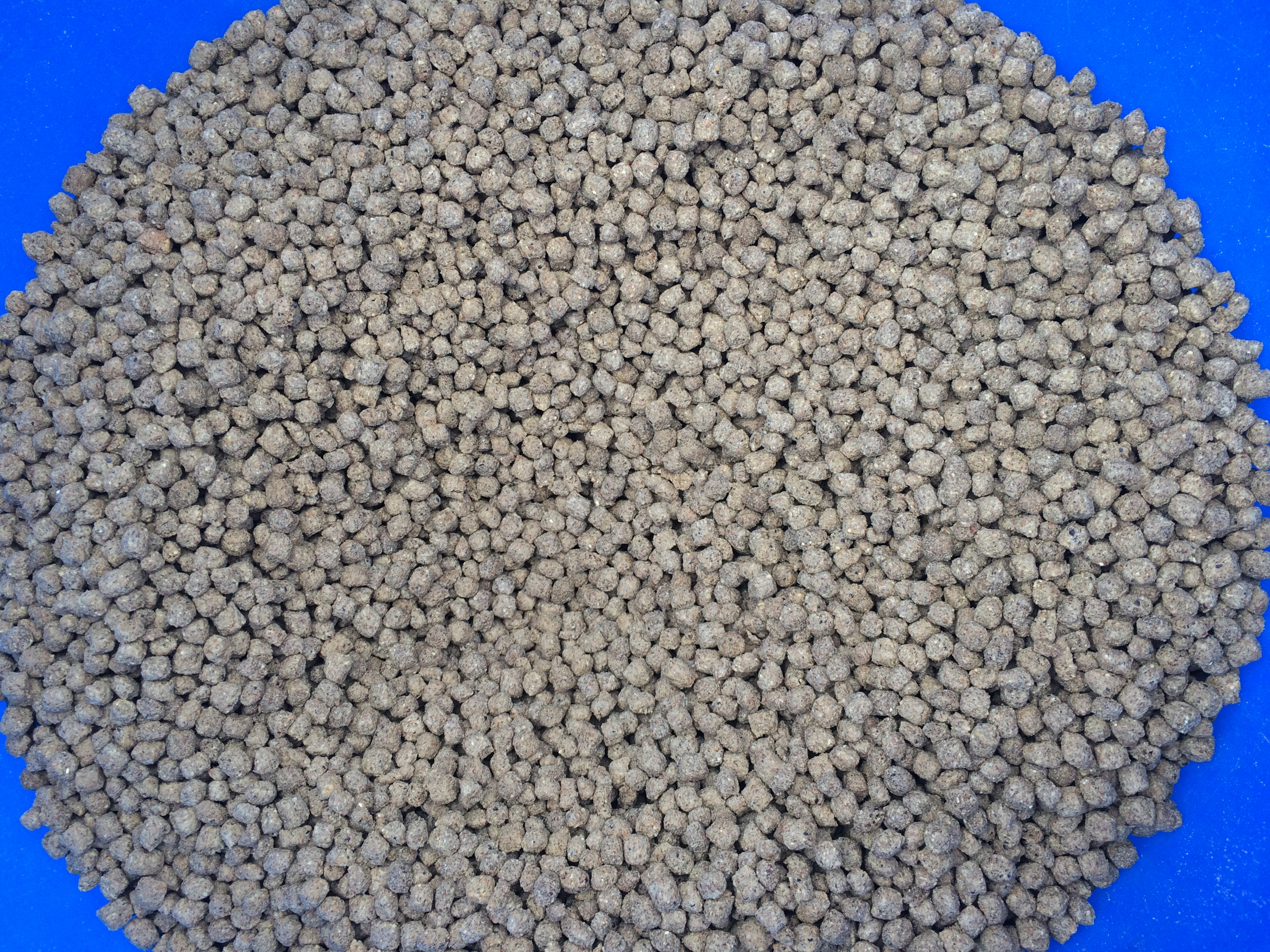
غذای ماهی اکسترود

اکسترودر خوراک آبزیان (به انگلیسی: Aqua Feed Extruder) ماشینی است که به منظور تولید خوراک آبزیان پرورشی و زینتی به کار برده می‌شود. مکانیزم اصلی این دستگاه مبتنی بر افزایش فشار و دمای مواد اولیه تا حدی است که در خروجی دستگاه، آب موجود در بافت مواد تبخیر شده و محصول نهایی به صورت متخلل در می‌آید. چگالی این محصول کمتر از آب است و به همین علت بر روی شناور باقی می‌ماند. به خاطر این ویژگی این نوع از خوراک آبزیان به عنوان غذای ماهی شناور یا غذای اکسترود شناخته می‌شود.
با تنظیم مناسب دما و فشار اکسترودر خوراک آبزیان می‌توان انواع دیگری که به عنوان غذای ماهی ته‌نشین و نیمه شناور نیز شناخته می‌شوند، تولید کرد.

## تاریخچه
تاریخچه اختراع دستگاه اکسترودر به صورت دقیق مشخص نیست و نمی‌توان زمان مشخصی را به آن نسبت داد. به نظر می‌رسد که مکانیزم عملکرد این ماشین از زمان انقلاب صنعتی همواره مد نظر مهندسان قرار داشته و از آن برای کاربردهای مختلفی در صنایع متفاوت استفاده شده‌است.
در بین سال‌های ۱۹۳۰ تا ۱۹۴۰ میلادی کارهای زیادی توسط محققان و مخترعان بر روی اکسترودرها انجام شد که شبیه‌ترین آن‌ها به طرح کلی اکسترودر خوراک آبزیان امروزی، اختراع ریموند توتل اندرسون در سال ۱۹۳۱ بود.
اکسترودر خوراک آبزیان امروزی از انواع پرفشار هستند. این موضوع یک تمایز اساسی بین نوع از اکسترودر خاص با انواعی که برای کاربردها دیگر مانند تزریق پلاستیک استفاده می‌شوند، ایجاد می‌کند؛ بنابراین اکسترودرهای دیگری که توسط بتون جی کلوگ و ورنون ای روویل به‌طور تقریباً همزمان با اکسترودر اندرسون اختراع شدند و در واقع نخستین نسخه‌های اکسترودرهای کم فشار پلاستیک هستند را نمی‌توان به صورت مستقیم به اکسترودر خوراک آبزیان مدرن ارتباط داد.

## اجراء اصلی
1. واحد پیش فرآوری
2. واحد اکستروژن
3. واحد برش

## واحد پیش فرآوری
این قسمت شامل تمامی مکانیزم‌هایی است که در دستگاه اکسترودر خوراک آبزیان به منظور آماده‌سازی مواد پیش از انجام عملیات اصلی، صورت می‌گیرد. این واحد می‌تواند شامل یک همگن ساز ساده یا مجموعه ای پیچیده از تجهیزات عمل آوری با بخار باشد.

## واحد اکستروژن
این واحد مسئولیت اصلی در دستگاه اکسترودر خوراک آبزیان را برعهده دارد. این بخش معمولاً از یک محور با پره‌های مارپیچی تشکیل شده که با دوران خود، مواد را با فشار مجبور به حرکت به سمت خروجی اکسترودر می‌کند. در بخش خروجی قالبی تعبیه شده، که معمولاً به عنوان دای شناخته می‌شود. فشار داخل اکسترودر باعث عبور مواد از داخل حفره‌های دای می‌شود.

## واحد برش
واحد برش وظیفه قطعه کردن مواد رشته‌ای خارج شده از دای به ابعاد مورد نظر دارد. نتیجه به دست آمده از این واحد در واقع محصول نهایی اکسترودر خوراک آبزیان است.